# Albert Capellani
Albert Capellani (Paris, 23 de agosto de 1874 – Paris, 26 de setembro de 1931) foi um diretor e roteirista francês da era do cinema mudo. Ele dirigiu filmes entre 1905 e 1922. Foi irmão do ator  Paul Capellani.

## Filmografia selecionada
- 1911 Notre-Dame de Paris
- 1912 Marie Tudor
- 1913 L'absent
- 1915 Camille
- 1916 Les Deux Gosses
- 1918 La Maison du Brouillard
- 1918 Daybreak
- 1919 The Red Lantern
- 1920 Quatre-vingt-treize
- 1921 Les rapaces